# Kevin Mensah
Kevin Niclas Mensah (født 15. maj 1991) er en dansk-ghanesisk fodboldspiller, der tidligere spillede for Brøndby IF. 
Han er storebror til fodboldspilleren og tidligere holdkammerat Jeff Mensah.

## Karriere

### Viborg FF
Han har fået sin fodboldopdragelse i Søndermarkens Idræts Klub i Viborg. Allerede som 15-årig skrev han kontrakt med bysbørnene fra Viborg FF efter at have været en del af talentprojektet FK Viborg siden 2003.
I 2008 fik han lov til at træne med Viborgs Superliga-trup nogle gange om ugen, og den 2. maj 2009 scorede han sit første mål for Viborg FFs bedste mandskab, da han scorede til 2-0 i 1. divisions kampen mod Thisted FC. Dagen før hans 18 års fødselsdag blev han rykket permanent op i A-truppen.
Inden han fik sit gennembrud i Viborg FF, var han af flere omgange til prøvetræning i de engelske storklubber Arsenal og Newcastle United.
Mensahs kontrakt med VFF udløb den 30. juni 2011, og få dage forinden tog han på et træningsophold hos FC Nordsjælland. Det blev ikke til en kontrakt med den sjællandske klub, og Mensah tog tilbage til Viborg for at holde formen ved lige sammen med sine tidligere holdkammerater. Da han ved sæsonstart ikke havde fundet en ny klub, begyndte han at spille som amatør for Viborg FF. Klubben gav ham i slutningen af august 2011 et tilbud om en ny kontrakt med klubben, hvilket endte med at han underskrev en 2-årig aftale med klubben i oktober 2011.
Efter at Viborg FF i sommeren 2013 rykkede op i superligaen, forlængede klubben og Mensah kontrakten med to år, så den nu var gældende til 30. juni 2015.

### Esbjerg fB
Den 2. februar 2015 købte Esbjerg fB ham fri fra sin kontrakt i Viborg FF. Oprindeligt var der tale om en kontrakt gældende fra sommeren 2015, da hans kontrakt hos Viborg ville udløbe på det tidspunkt. Viborg og Esbjerg blev dog enige om et salg på transfervinduets sidste dag, efter at Viborg havde fundet en erstatning.
Han fik debut for Esbjerg fB den 2. marts 2015 i en superligakamp mod AaB, da han blev skiftet ind i det 72. minut i stedet for Mohammed Fellah.

### Brøndby IF
Den 23. januar 2017 købte Brøndby IF Mensah i Esbjerg fB, og gav ham en kontrakt til sommeren 2020.
I sæsonens sidste kamp i 2017-18 mod AaB, pådrog Mensah sig en korsbåndsskade og blev estimeret til at være ude i 7-9 måneder.
Kevin er oprindeligt kantspiller, og har også tidligere spillet i angrebet, men i Brøndby IF er han blevet omskolet til at spille på back pladserne.
Den 22. maj 2019 forlængede han kontrakten med Brøndby IF til sommeren 2023.

## Titler
Brøndby
DBU Pokalen 2017-18
Superligaen 2020-21